# Беляев, Юрий Иванович (футболист)
Юрий Иванович Беляев (2 апреля 1934, Москва — 14 декабря 2019) — советский футболист, нападающий. Мастер спорта СССР (1956). Заслуженный мастер спорта СССР (1991). Олимпийский чемпион 1956.

## Биография
Выступал за ЦСКА (1951, 1955—1960), «Авангард» Коломна (1952—1954). В чемпионатах СССР провёл 111 матчей, забил 52 (53) гола.
Заслуженный мастер спорта СССР (10.09.91).
Бронзовый призёр чемпионатов СССР 1955, 1956, 1958. Обладатель Кубка СССР 1955. Олимпийский чемпион 1956. Был ведущим нападающим ЦСКА второй половины 1950-х.
С 1961 на тренерской работе. В 1966—1967 был тренером в ЦСКА. В 1974—1980 — главный тренер ВС СССР.
Похоронен на Ваганьковском кладбище в Москве.

## Достижения
- Бронзовый призёр чемпионата СССР (3): 1955, 1956, 1958
- Обладатель Кубка СССР (1): 1955
- Чемпион Олимпийских игр 1956
- Почётная Грамота Президиума Верховного Совета Российской Федерации (26 апреля 1993 года) — за большой личный  вклад в развитие отечественного и мирового спорта, заслуги в подготовке спортсменов высокого класса и в связи с 70-летием со дня образования Центрального спортивного клуба Армии[4].